# Eloise (Vorname)
Eloise [e.lɔ.iz] ist ein weiblicher Vorname.

## Herkunft und Bedeutung
Eloise ist eine nordische Nebenform von Héloïse. Dies ist die französische Variante des althochdeutschen Namens Helewidis bzw. Heiluid.
Der Name setzt sich aus den Elementen heil „Glück“, „Gesundheit“, „heilig“
und víđ „weit“, „getrennt“, „entfernt“ zusammen. Eine andere Deutungsmöglichkeit lautet: „die Gesunde“ oder „gesundes Holz“.

## Verbreitung
In den USA war der Name Eloise im ausgehenden 19. und beginnenden 20. Jahrhundert mäßig beliebt. In der Mitte des Jahrhunderts geriet der Name schließlich außer Mode. In den späten 2000er und frühen 2010er Jahren nahm er rasch an Popularität zu. Im Jahr 2021 belegte er Rang 109 der Hitliste. In England und Wales ist der Name ebenfalls geläufig und erreichte mehrfach die Top-100 der Vornamenscharts. Im Jahr 2021 stand er auf Rang 106.
Zu Beginn des 20. Jahrhunderts sank die Beliebtheit des Namens Eloise in Frankreich, bis er schließlich außer Mode geriet. Seit den 1970er Jahren gewann er an Popularität. Im Jahr 1999 trat er schließlich in die Hitliste der 100 meistgewählten Mädchennamen ein. In den 2010er Jahren geriet diese Schreibweise des Namens abrupt außer Mode und wurde von Eloïse ersetzt, der zunächst an die vergangene Beliebtheit von Eloise anknüpfte, schließlich jedoch in den Vornamenscharts absank (Rang 132, Stand 2021). Seltener wird die Variante Éloïse vergeben (Rang 305, Stand 2021).
In Deutschland wird der Name relativ selten gewählt, gewinnt jedoch an Popularität. Im Jahr 2021 belegte er auf der geschlechtsübergreifenden Hitliste Rang 1411.

## Varianten
- Deutsch: Eloise
  - Germanisch: Helewidis, Heiluid
- Englisch: Elouise
- Französisch: Eloïse, Éloïse, Héloïse
- Italienisch: Eloisa
- Portugiesisch: Heloísa
- Spanisch: Eloísa

## Namensträgerinnen

### Eloise
- Eloise Amberger (* 1987), australische Synchronschwimmerin
- Eloise Broady DeJoria (* 1957), US-amerikanisches Model, Schauspielerin und Geschäftsfrau
- Eloise Jensson (1922–2004), US-amerikanische Kostümbildnerin
- Eloise Klein Healy (* 1943), US-amerikanische Schriftstellerin und Hochschullehrerin
- Eloise Laws (* 1949), US-amerikanische Soulsängerin
- Eloise Jarvis McGraw (1915–2000), US-amerikanische Kinderbuchautorin
- Eloise Mumford (* 1986), US-amerikanische Schauspielerin
- Eloise von Oranje-Nassau (* 2002), Adlige
- Eloise Smyth (* 1995), britische Schauspielerin
- Eloise Harriet Stannard (1829–1915), englische Malerin
- Eloise Bibb Thompson (1878–1928), amerikanische Pädagogin, Dramatikerin, Dichterin und Journalistin
- Eloise Wellings (* 1982), australische Langstreckenläuferin

### Heloise
- Heloise Margarete von Beaulieu, auch Héloise von Beaulieu und Héloise de Beaulieu (1870–1944), deutsche Schriftstellerin
- Heloise Ruth First (1925–1982), südafrikanische Soziologin und Antiapartheidskämpferin

### Héloïse
- Héloïse Janjaud (* 1994), französische Schauspielerin
- Héloïse Lefebvre (* 1989), französische Jazzmusikerin